# Synagris heydeniana
Synagris heydeniana är en stekelart som beskrevs av Henri Saussure 1863. Synagris heydeniana ingår i släktet Synagris och familjen Eumenidae. Inga underarter finns listade i Catalogue of Life.